# رياعة رمادية القشرة
رياعة رمادية القشرة (الاسم العلمي: Syzygium canicortex) وتُعرف باسم ساتيناش أصفر، هي شجرة من فصيلة الآسية موطنها كوينزلاند، أستراليا، وصفت لأول مرة في عام 1983.